# Nâdiya
Nadia Zighem, mais conhecida pelo seu nome artístico Nâdiya (Tours, 19 de junho de 1973), é uma cantora francesa de pop e R&B.

## Biografia
Nâdiya nasceu numa família argelina, na cidade de Tours, em França, e tem vários irmãos. Em 1989 sagrou-se campeã francesa de 800 em atletismo.
Aos 20 anos de idade, foi viver para Paris, onde tentou as suas chances como cantora. Concorreu ao concurso "Graine Star", do qual se sagrou vencedora. Gravou um single pop, "Denoué mes mains", que se revelou um fracasso comercial, não entrando para nenhum top de vendas. Desiludida, decidiu parar durante uns anos. Nessa época, teve uma filha: Yanis.

## Changer les Choses
Em 2001, fez uma parceria com Stomy Bugsy, gravando o single
"Aucun Dieu ne pourra me pardonner", que, apesar de ter sido um fracasso comercial, voltando a não entrar nos tops de vendas, serviu para chamar a atenção da imprensa. Animada, gravou outro single: "J'ai confiance en toi" - "Eu confio em ti", uma optimista balada pop. A canção foi um sucesso, ficando 13 semanas no top 100 francês e recebendo considerável airplay por parte das televisões e rádios.
Voltou então ao estúdio e gravou o álbum "Changer les Choses", orientado para a música pop.O segundo single e primeira faixa do álbum, "Chaque Fois" - "A qualquer hora" - foi um sucesso, com o clip a entrar para os 10 mais exibidos pela MTV francesa. A canção esteve 18 semanas no top frances e foi #28 no top. No entanto, o album fracassou e não entrou nem para os 200 mais vendidos. Desanimada com o resultado, decidiu parar novamente.

## Sucesso Internacional, Álbum 16/9

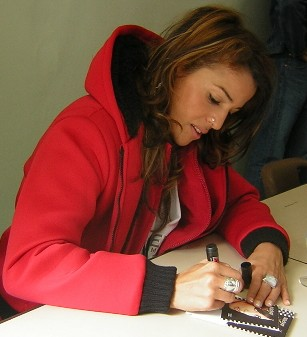
Nadiya numa sessão de autógrafos

Com o rap e o rnb a ditarem moda em França, Nâdiya decidiu mudar de estilo. Decidida a enveredar por uma carreira de sucesso, criou o seu próprio estilo: rnb experimental, utilizando instrumentos pouco comuns na música actual. Gravou então outra canção: "Parle Moi" - "Diz-me". A canção foi um enorme sucesso, entrando directamente para o numero 79 do top 100 francês, subindo 77 lugares, atingindo o #2 no top. A sua popularidade disparou, sendo convidada para programas de tv em França, Suiça, Bélgica e Luxemburgo, onde se tornou uma celebridade.
Em seguida não parou de somar sucessos: lançou o álbum 16/9, que vendeu meio milhão de exemplares em França e 750 mil à escala mundial. "Et c'est parti" - "Aqui vamos nós" - , "Si loin de vous" - "Tão longe de ti" - e "Signes" - "Sinais" - foram os singles seguintes, todos eles de sucesso. O álbum venceu o prémio de mulhor álbum rap/hip-hop/R&B do ano na cerimónia "Victoires de la music".
Em 2006, Nâdiya regressou com o seu álbum homólogo.O álbum foi em França, tendo ficado dois meses no top 10 . O segundo single foi o maior sucesso da sua carreira é considerado pelos críticos uma obra-prima da música experimental. É um dos maiores sucessos em França este ano, tendo permanecido 4 semanas consecutivas em numero 2 no top, fazendo de Nâdiya a artista que mais vendeu em França este ano, considerando as vendas até ao mês de Julho. Nâdiya planeia sair em tour em Novembro de 2006, percorrendo vários países da Europa onde as suas músicas fazem sucesso…

## Críticas
Depois do sucesso de Parle Moi e do lançamento do álbum 16/9, Nadiya foi muito elogiada pelo seu estilo inovador. No entanto, o seu mais recente álbum, Nâdiya, tem sido muito criticado por ter semelhanças óbvias a nível instrumental e a nível das letras das canções com o seu antecessor. Os dois exemplos mais flagrantes são Tous ces mots e Roc. A primeira foi muito comparada a Et c'est parti: em ambas o rapper Smartzee participa e canta o bridge da canção; os vídeos são semelhantes, pois em ambos a cantora compete num evento disportivo - em Tous ces mots ela disputa uma corrida com Smartzee e outros dois corredores, em Et c'est parti ela está num ringue de boxe e Smartzee é o seu adversário; e a nível instrumental as canções são semelhantes.
Ainda assim, Tous ces mots foi #2 contra o #5 de Et c'est parti. Os críticos acusam também Roc de ser uma "sequela" de Parle Moi: a letra de ambas contém semelhanças óbvias, pois ambas apelam à força do ser humano, à capacidade (ou não) de vencer uma batalha - no single de 16/9 trata-se de uma criança mal tratada que necessita de força para continuar a viver, ao passo que em Roc a música debruça-se sobre o lema "a união faz a força" (Comme un roc /Ensemble comme un roc /Tous unis comme un roc /Tous tel un bloc/Solides comme le roc /Ensemble comme un roc /En ce lieu comme un roc /Solides comme le roc - Como uma rocha/ Juntos como uma rocha/ Para fazer um bloco/ Sólidos como uma rocha/ Juntos como uma rocha/ Firmes como uma rocha/ Sólidos como uma rocha - Refrão de Roc).
Outra crítica prende-se com o facto da cantora incluir palavras inglesas nas suas canções. No seu mais recente single, tanto o nome da canção como as letras vêm escritas em francês, mas Nadiya canta "comme un rock" e não "comme un roc". A própria pronúncia da cantora é alvo de críticas, sendo acusada de dizer "Wock" ou "Waack" em vez de "Rock"…